# Le secret des Roldán
Le secret des Roldán (La nieta elegida) est une telenovela colombienne produite par Estudios RCN et diffusée entre le 27 septembre 2021 et le 1er février 2022 sur Canal RCN.
En France d'outre-mer, elle est diffusée entre le 2 décembre 2024 et  le 7 février 2025 sur le réseau La 1ère.

## Synopsis
La prestigieuse famille Roldán est surprise par l'arrivée d'une inconnue, présentée par Sara, la grand-mère de la famille, comme la petite-fille sauvée d'un quartier marginal. Luisa Mayorga est la fille présumée de Sergio, son plus jeune fils, assassiné dix ans auparavant dans des circonstances étranges qui n'ont pas été élucidées. La jeune femme entre dans cette famille cupide dont la plupart des membres refusent de l'accepter. Au fil des jours, dans une atmosphère de conflits, la supposée petite-fille se révèle pas aussi inoffensive qu'il n'y paraît. Car derrière ses mouvements se dissimule un groupe dangereux dirigé par un sinistre personnage qui cherche à se venger et à détruire la famille Roldán...
Pour tous ceux qui la rencontreront, Luisa Mayorga ne passera pas inaperçue, et ils comprendront pourquoi elle est entrée dans cette famille...

## Distribution
- Francisca Estévez : Luisa Mayorga
- Carlos Torres : Juan Esteban « Juanes » Osorno
- Juliette Pardau : Vivian Roldán
- Consuelo Luzardo : Sara Pombo de Roldán
- Claudio Cataño : Sergio Roldán
- Sebastián Osorio : Milán
- Stephania Duque : Laura Roldán
- Géraldine Zivic : María Consuelo Roldán
- Juan Pablo Gamboa : Nicolás Roldán
- Kepa Amuchastegui :  Augusto Roldán
- Patrick Delmas : Germán Osorno
- Carlos Báez Carvajal : Adrián Alvarado
- Ana María Arango : Perpetua Bautista
- Silvia de Dios : Daniela Krogemann
- Roz Urquijo : Lucas Alvarado
- María José Camacho : Paola Alvarado
- Orlando Valenzuela : Roberto Alvarado
- Héctor García Cortés : Braulio Mayorga
- Ricardo Vesga : Florentino Espartero
- Margalida Castro : Érika Bruner
- Marcela Benjumea : Esther Daza
- Adriana Arango : Rosa Espinoza
- Tito Alexander Gómez : Rupert Cepeda
- Cristina Campuzano : Olivia
- Bibiana Navas : Clemencia
- Giancarlo Mendoza : Ferney
- Alejandra Villafañe : Diana Cañedo.
- Tuto Patiño :  Ignacio

## Version française
La version française est assurée par Studio Plug-in au Maroc.
Avec les voix d'Hélène Tran, Abdala Zelloufi, Dominique Saouri, Fanny Dalmau, Alex Pinault, Anna Fhima, Claire Staub, Eric Cuvelier, Sophie Pastrana, Dounia Elmedkouri, Adrien Caminada, Jean-Albert Margaine, Nawal Lamrini, Emmanuelle Brindel, Gabriel Delmas, Christophe Cerino, Hamza Touijri, Camille Bechta, Farida Hamou, Odile Roehrig, Brahim Bihi, Antoine Pinault, Saad Jawal, Kenza El Awad, Yannis Besri et Salim Gharbi.

## Diffusion
- Canal RCN (2021-2022)
- Vix (2023)
- La 1ère (2024)